# لونا بارك

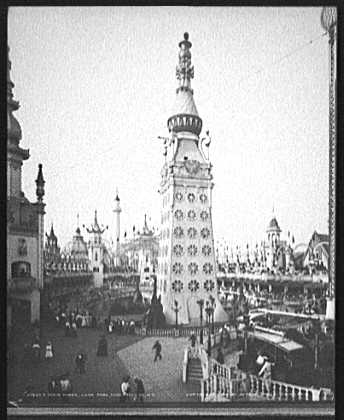
"البرج الكهربائي"، محور متنزه لونا بارك الأصلي في كوني آيلاند، ca .1905. العديد من المدن الترفيهية اللاحقة التي أخذت اسم "لونا بارك" كان لها أبراج مركزية خاصة بها.

لونا بارك (بالإنجليزية: Luna Park)‏ هو اسم مشترك بين العشرات من المدن الترفيهية العاملة حاليًا والمدن الترفيهية السابقة. تمت تسميتها على اسم أول لونا بارك، والتي تم افتتاحها في عام 1903 خلال ذروة منتزهات كوني آيلاند الكبيرة، وتستند جزئيًا إليها. لونا بارك هي حدائق جذب صغيرة الحجم، يسهل الوصول إليها، ومن المحتمل أن تكون موجهة إلى السوق السكنية الدائمة أو المؤقتة، وتقع في الضواحي أو حتى بالقرب من وسط المدينة. تقدم لونا بارك بشكل رئيسي مناطق الجذب الكلاسيكية (العجلة الكبيرة)، والميزات الأحدث (الشاشات الإلكترونية) وخدمات تموين الطعام.